# Teorema de Okishio
El teorema de Okishio, es un teorema formulado por el economista japonés Nobuo Okishio. Ha tenido un impacto importante en los debates marxistas en torno a la teoría del valor trabajo. Intuitivamente, se puede entender arguyendo que si un capitalista eleva sus ganancias mediante la introducción de una nueva técnica que reduce sus costes, la tasas de ganancia colectiva para todos los capitalistas tiende a subir. 
Okishio [1961] establece este teorema en el supuesto de que el salario real - el precio de la cesta de productos básicos que consumen los trabajadores - se mantiene constante. Por lo tanto, el teorema aísla el efecto de la innovación pura de los cambios consiguientes en el salario. 
Por esta razón, el teorema, propuesto por primera vez en 1961, despertó gran interés y controversia porque, según Okishio, está en contradicción con la ley marxista de la tasa de ganancia decreciente. Marx había afirmado que la nueva tasa general de ganancia, tras la introducción de una nueva técnica, sería menor que antes. En palabras modernas, los capitalistas serían víctimas de una trampa de la racionalidad, pudiendo también expresarse de acuerdo con el resultado del dilema del prisionero: lo que es racional desde el punto de vista de un solo capitalista, resulta ser irracional para el sistema en su conjunto, para el colectivo de todos los capitalistas. Este resultado fue ampliamente reconocido, incluso por el propio Marx, como el establecimiento de que el capitalismo contenía límites inherentes a su propio éxito. Por lo tanto, el teorema de Okishio fue recibido en Occidente como la prueba de que el resultado fundamental de Marx es inconsistente. 
Más precisamente, el teorema dice que la tasa general de ganancia en la economía en su conjunto será más alto si se introduce una nueva técnica de producción en la que, a los precios vigentes en el momento en que se introduce el cambio, el coste unitario de la producción en una industria es menor que el coste unitario previo al cambio. El teorema, como Okishio (1961:88) señala, no se aplica a las ramas no básicas de la industria. 
La prueba del teorema puede entenderse con más facilidad como una aplicación del teorema de Perron-Frobenius. Este último teorema viene de una rama del álgebra lineal conocida como la teoría de matrices no negativas. Un buen texto de partida para la teoría básica es Seneta (1973). La declaración del teorema de Okishio, y las controversias que lo rodean, sin embargo, puede ser entendido intuitivamente sin referencia al teorema de Perron-Frobenius o de la teoría general de matrices no negativas.

## El modelo de Sraffa
El argumento de Nobuo Okishio, economista japonés, se basa en el modelo de Sraffa. La economía se compone de dos departamentos de I y II, donde I es el departamento de inversión en mercancías (medios de producción) y II es el departamento de bienes de consumo, donde se producen los bienes de consumo para los trabajadores. Los coeficientes de producción expresan cuantos de los diversos insumos son necesarios para producir una unidad de producción de un determinado producto ("producción de mercancías por medio de mercancías"). En el modelo existen dos outputs {\displaystyle x_{1}}, la cantidad de bienes de inversión, y {\displaystyle x_{2}}, la cantidad de bienes de consumo.
Los coeficientes de producción están definidos como:
- {\displaystyle a_{11}}: cantidad de bienes de inversión necesarios para producir una unidad de bienes de inversión.
- {\displaystyle a_{21}}: cantidad de horas de trabajo necesarias para producir una unidad de bienes de inversión.
- {\displaystyle a_{12}}: cantidad de bienes de inversión necesarios para producir una unidad de bienes de consumo.
- {\displaystyle a_{22}}: cantidad de horas de trabajo necesarias para producir una unidad de bienes de consumo.

El trabajador recibe un salario a una tasa w por unidad de trabajo, que está definida por una cierta cantidad de bienes de consumo. Por tanto:
- {\displaystyle w\cdot a_{21}}: cantidad de bienes de consumo necesarios para producir una unidad de bienes de inversión.
- {\displaystyle w\cdot a_{22}}: cantidad de bienes de consumo necesarios para producir una unidad de bienes de consumo.

La siguiente tabla describe la economía:
|                 | Input {\displaystyle x_{1}} | Input {\displaystyle x_{2}}  | Output                |
| Departamento I  | {\displaystyle a_{11}x_{1}} | {\displaystyle a_{21}wx_{1}} | {\displaystyle x_{1}} |
| Departamento II | {\displaystyle a_{12}x_{2}} | {\displaystyle a_{22}wx_{2}} | {\displaystyle x_{2}} |

Esto es equivalente a las siguientes ecuaciones:
{\displaystyle (a_{11}x_{1}p_{1}+a_{21}wx_{1}p_{2})(1+r)=x_{1}p_{1}}
{\displaystyle (a_{12}x_{2}p_{1}+a_{22}wx_{2}p_{2})(1+r)=x_{2}p_{2}}
- {\displaystyle p_{1}}: precio del bien de inversión {\displaystyle x_{1}}
- {\displaystyle p_{2}}: precio del bien de consumo {\displaystyle x_{2}}*{\displaystyle r}: Tasa general de ganancia. Debido a la tendencia, descrita por Marx, de las tasas de ganancia a igualar entre las ramas (en este caso, los departamentos) se creará una tasa general de ganancia para la economía en su conjunto.

En el departamento I, los gastos por bienes de inversión o por capital constante son:
- {\displaystyle a_{11}x_{1}p_{1}} y para el capital variable:
- {\displaystyle a_{21}wx_{1}p_{2}}.

En el departamento II, los gastos de capital constante son: 
{\displaystyle a_{12}x_{2}p_{1}}
'y para el capital variable:
{\displaystyle a_{22}wx_{2}p_{2}.}
El capital constante y variable del conjunto de la economía es una suma ponderada de estos capitales de los dos departamentos. Véanse más adelante las magnitudes relativas de los dos departamentos que sirven de ponderación para sumar los capitales constantes y variables). Tomando ahora los siguientes supuestos:
- {\displaystyle p_{2}=1}: El bien de consumo {\displaystyle x_{2}} debe ser el Numéraire, el precio del bien de consumo {\displaystyle p_{2}} se establece por lo tanto igual a 1.
- Se supone que el salario real es {\displaystyle w=2p_{2}=2,}
- Por último, el sistema de ecuaciones se normaliza estableciendo las salidas {\displaystyle x_{1}} y {\displaystyle x_{2}} iguales a 1, respectivamente.

Okishio, siguiendo la tradición marxista, supone una tasa de salario real constante igual al valor de la fuerza de trabajo, es decir, el salario debe permitir la compra de una cesta de bienes necesarios para que los investigadores puedan reproducir su fuerza de trabajo de consumo. Por lo tanto, en este ejemplo se supone que los trabajadores obtienen dos unidades de bienes de consumo por hora de mano de obra con el fin de reproducir su fuerza de trabajo. Una técnica de producción se define de acuerdo a Sraffa por sus coeficientes de producción. Para una técnica, por ejemplo, podría ser numéricamente especificado por los siguientes coeficientes de producción:
- {\displaystyle a_{11}=0.8}: cantidad de bienes de inversión necesarios para producir una unidad de bienes de inversión.
- {\displaystyle a_{21}=0,1}: cantidad de horas de trabajo necesarias para producir una unidad de bienes de inversión.
- {\displaystyle a_{12}=0.4}: cantidad de bienes de inversión necesarios para producir una unidad de bienes de consumo.
- {\displaystyle a_{22}=0.1}: cantidad de horas de trabajo necesarias para producir una unidad de bienes de consumo.

A partir de esto, se puede calcular una trayectoria de crecimiento de equilibrio. El precio de los bienes de inversión se calcula de la siguiente manera (no se muestra aquí): {\displaystyle p_{1}=1,78}, y la tasa de beneficio es: {\displaystyle r=0,0961=9,61\%}. El sistema de ecuaciones de equilibrio es:
- {\displaystyle (0.8\cdot 1\cdot 1.78+0.1\cdot 2\cdot 1\cdot 1)\cdot (1+0.0961)=1\cdot 1.78}
- {\displaystyle (0.4\cdot 1\cdot 1.78+0.1\cdot 2\cdot 1\cdot 1)\cdot (1+0.0961)=1\cdot 1}